# Hydrodynamický měnič

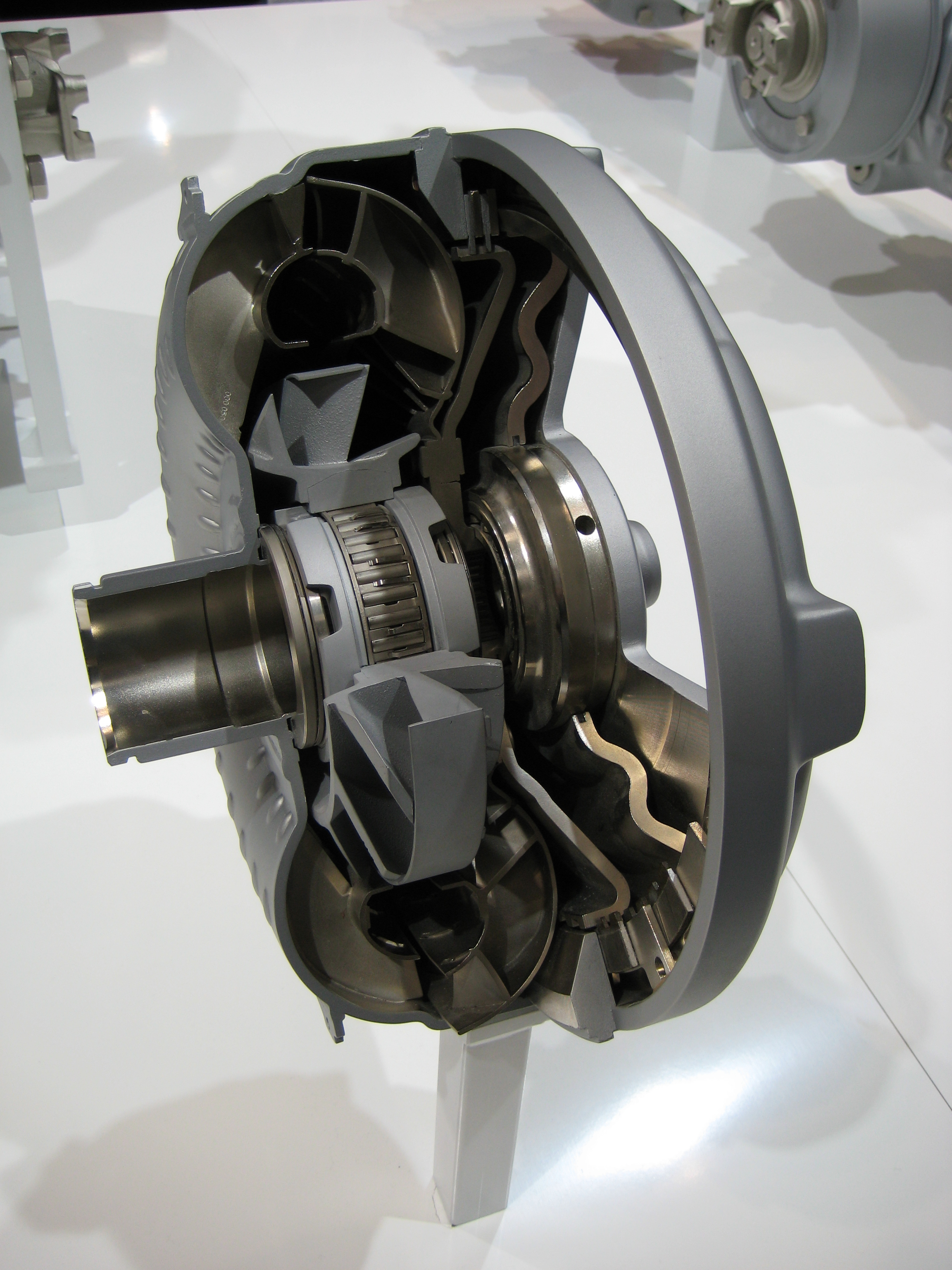
Řez hydrodynamickým měničem ZF na veletrhu Bauma v roce 2007

Hydrodynamický měnič momentu (zkráceně nazýván Měnič momentu) je zařízení umožňující přenos točivého momentu mezi hřídeli s různými otáčkami. Využívá přitom proudění kapaliny uvnitř měniče, při rozdílu úhlových rychlostí dochází k násobení momentu. Zjednodušením měniče vznikne hydraulická spojka, která není schopná moment zvyšovat.

## Vznik a vývoj
Hydrodynamický měnič je vynálezem německého profesora Dr.-Ing. Hermanna Föttingera. Vynález byl patentován 24. června 1905 u císařského patentového úřadu pod č. 221422. Prvně byl "Föttingerův transformátor", jak se tehdy měnič nazýval, použit v roce 1909 na remorkéru "Föttinger Transformator" s pohonem parní turbínou. Druhou lodí s hydrodynamickým měničem byla výletní námořní loď "Königin Luise" spuštěná na vodu 8. května 1913. Tato loď byla o rok později potopena při kladení min u ústí Temže britským křižníkem.
V roce 1930 započala Föttingerova spolupráce s Flugbahn-Gesselschaft na rekonstrukci kolejového zeppelina na pohon s hydrodynamickým přenosem výkonu. Koncem roku 1932 bylo první kolejové vozidlo s hydrodynamickým přenosem výkonu připraveno ke zkouškám. Mezitím, v roce 1931, předvedl Föttinger upravený automobil Mercedes 8/38 opatřený hydrodynamickým měničem. V roce 1936 byly hydrodynamické měniče úspěšně použity na dvou motorových jednotkách Leipzig.

## Popis

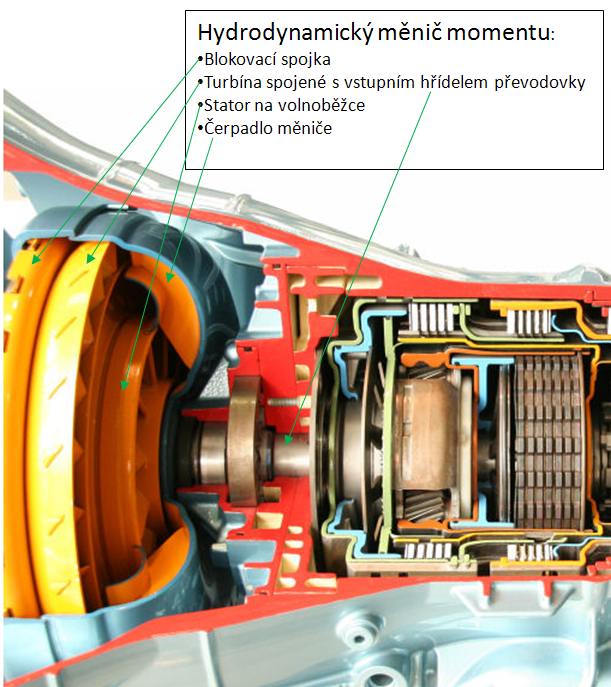
Popis hydrodynamického měniče

Momentový měnič násobí kroutící moment motoru a předává vyrovnaný a spojitý výkon na hnací nápravu (nápravy) vozidla. Měnič je složen z následujících čtyř částí:
- Čerpadlo – vstupní prvek poháněný přímo od motoru
- Turbína – výstupní prvek hydraulicky poháněný čerpadlem
- Stator – reakční prvek (násobič momentu)
- Spojka blokování měniče – mechanicky spojuje čerpadlo s turbínou. Není principiálně nutná, jejím účelem je zvýšit účinnost přenosu výkonu. U některých konstrukcí, zejména u drážních vozidel, není použita.
- Vnější plášť měniče mívá tvar podobný anuloidu. Je svařen ze dvou polovin. Kliková hřídel motoru je pevně spojena s vnějším pláštěm a lopatky čerpadla jsou k němu zevnitř pevně připevněny, buď přivařeny nebo připájeny.

Měnič je nerozebíratelný – po svaření dvou polovin vnějšího pláště nelze ostatní díly (stator, turbínu i blokovací spojku) vyjmout.
Měnič funguje ve třech fázích
- Čerpadlo(spalovací motor) otáčí výrazně rychleji než turbína (vstupní hřídel převodovky), popřípadě turbína stojí. Tento režim nastává při rozjedu vozidla a jízdě nízkou rychlostí. V tomto režimu stator stojí a v měniči dochází k násobení kroutícího momentu.
- Čerpadlo se otáčí jen o mírně vyšší (cca. 3%) rychlostí, než turbína. V tomto režimu se odehrává jízda vyšší rychlostí. Stator se volně protáčí na volnoběžce a neovlivňuje proudění kapaliny uvnitř měniče. Zařízení se chová jako hydrodynamická spojka. Moment na turbíně je stejný jako moment na čerpadle. Vzhledem ke zmíněnému skluzu (cca 3%) zařízení pracuje s touto ztrátou.
- Moderní měniče proto mají integrovanou klasickou třecí spojku, která může být v tento okamžik aktivována. Pak je přenos výkonu kapalinou vyřazen a moment se přenáší třecí spojku.

Třecí spojka pro blokování měniče je umístěna uvnitř měniče a je složena z následujících částí:
- Píst a opěrná deska–poháněné motorem
- Lamela spojky/tlumič (umístěná mezi pístem a opěrnou deskou) – na drážkování turbíny měniče

Spojka blokování měniče je spojena nebo rozpojena v závislosti na elektronickém signálu řídící jednotky převodovky (TCM). Při sepnutí spojky blokování měniče dojde k přímému pohonu vstupu převodovky motorem. Eliminuje se tak prokluz měniče a zvyšuje se tak rychlost vozidla při nižší spotřebě paliva. Spojka blokování měniče se rozpojuje při nižších rychlostech nebo když jednotka TCM vyhodnotí podmínky provozu a rozhodne o jejím rozpojení.

## Výhody

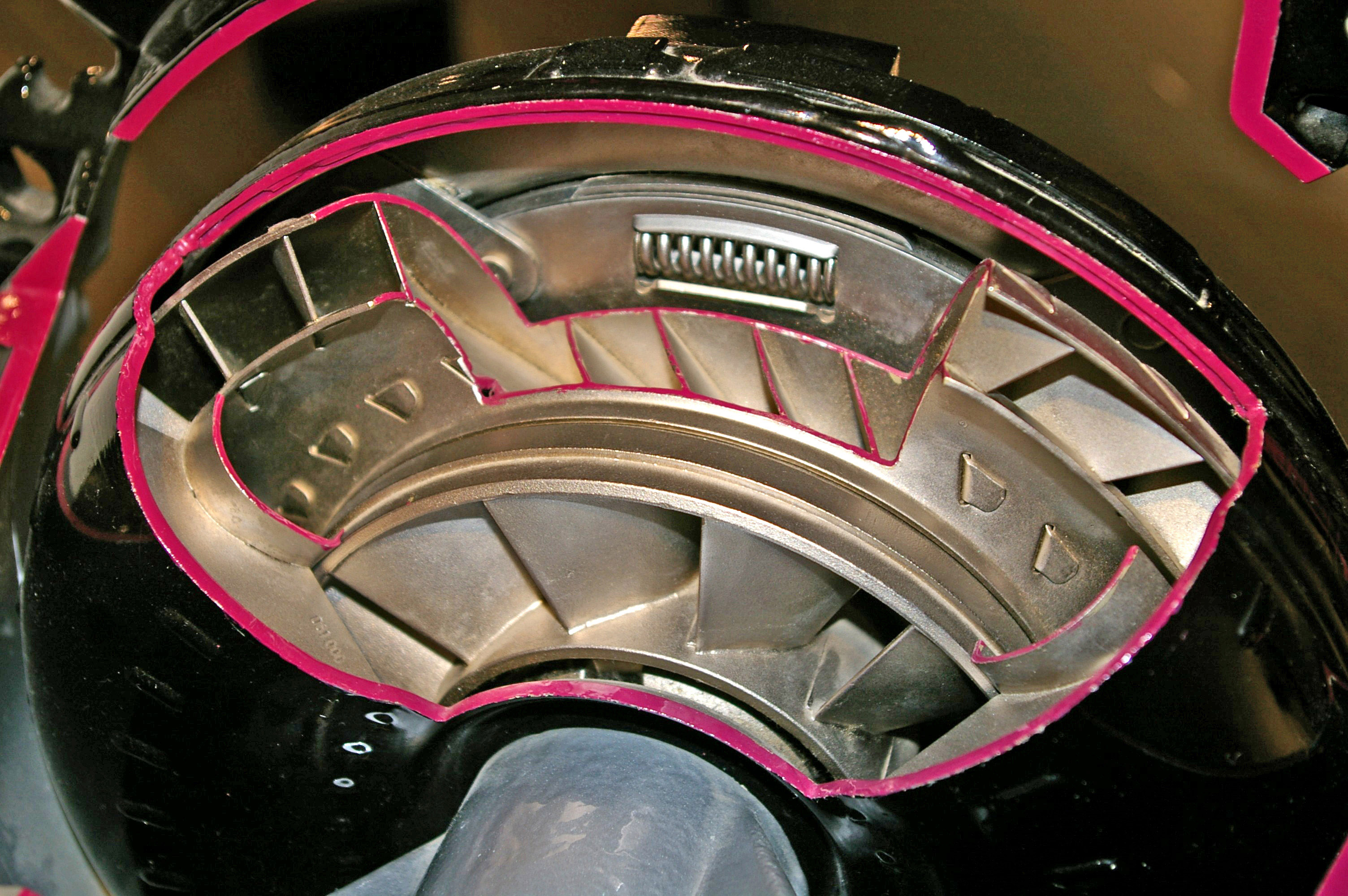
Řez modelem hydrodynamického měniče

- násobí kroutící moment motoru a zvyšuje tedy stoupavost vozidla
- vozidlo vyvíjí tažnou sílu od nulové rychlosti, aniž by docházelo k mechanickému opotřebení třecí spojky
- odstraňuje přenos rázů a kmitů způsobených motorem do převodového ústrojí
- zmenšuje prokluz kol při prudkém rozjezdu
- nedovoluje zhasnutí motoru při zařazení špatného rychlostního stupně
- má měkký chod – snižuje „cuknutí“ při rychlém puštění spojkového pedálu (např. u automobilů)
- nízká hmotnost a nižší cena ve srovnání s elektrickým přenosem výkonu

## Nevýhody
- Nižší účinnost ve srovnání s mechanickým i elektrickým přenosem výkonu
- Velká hmotnost – u automobilů ve srovnání s mechanickým přenosem výkonu
- Vysoká cena
- Velké rozměry – u automobilů ve srovnání s mechanickým přenosem výkonu
- Převodovky vybavené hydrodynamickým měničem momentu musí mít rovněž neustále poháněné čerpadlo oleje, což způsobuje další ztráty.
- U převodovek vybavených hydrodynamickým měničem momentu není možné zajistit odstavené vozidlo proti pohybu zařazením rychlostního stupně. Tato nevýhoda bývá odstraněna parkovací západkou-speciálním železným kolem s pravidelně umístěnými výřezy, do nichž zapadá speciální zub, který převodovku a tím i vozidlo zcela zablokuje. Parkovací západka je aktivována zvolením polohy P na volící páce.